# Batalha dos Cozinheiros
Batalha dos Cozinheiros foi um talent show brasileiro produzido pela Discovery Networks e Cakehouse Media, produtora de Buddy Valastro e exibido pela Rede Record e Discovery Home & Health, é comandado por Buddy Valastro.
Apresentado por Buddy Valastro, o programa sucedeu a primeira temporada do Power Couple Brasil e antecedeu a série A Bíblia.
Estreou em 28 de junho de 2016. O programa apresentou 26 competidores que participaram de desafios em duplas que testaram suas habilidades de cozinhar. A cada semana uma dupla era eliminada. O prêmio foi de R$ 200.000,00.
A final realizada em 28 de setembro de 2016 resultou na vitória de André e Adelino, sendo que Priscila e Juan ficaram com a segunda colocação.

## Formato
Em cada embate, os concorrentes tiveram que preparar um prato, cujo ingrediente principal era revelado na hora pelo apresentador. Aquele que mais surpreendesse seu paladar, garantiria vaga na competição. No episódio de estreia, os participantes se enfrentaram para mostrar que têm o tempero que Buddy Valastro procura para a sua cozinha. As duplas tiveram apenas 30 minutos para preparar pratos com os ingredientes totalmente inusitados.
Na cozinha ficaram 13 duplas, que tiveram suas habilidades e, obviamente, suas relações testadas em três momentos. No primeiro, o Desafio em Dupla, trabalhando apenas com o seu parceiro, os competidores tiveram de correr contra o relógio para apresentar um delicioso prato. A dupla vencedora ganhou vantagem na próxima tarefa, denominada Desafio Família. Nesta última, os participantes se unem em equipes maiores para preparar uma refeição completa seguindo algumas indicações do apresentador. A refeição não só teve que agradar o paladar de Buddy como também de convidados famosos.
Por fim, duas duplas do grupo perdedor foram escolhidas para encarar o Desafio da Geladeira, o momento mais decisivo de cada episódio. Elas tiveram que se virar com o que tinha dentro de uma geladeira para permanecer na competição. Após todas as provas, o reality teve sua grande final ao vivo.

## Participantes
As informações nesta secção estão presentes no site oficial do reality.

### Alessandro e Gercilane
Casados
Alessandro Lune, 41, é empresário e forma dupla com a mulher Gercilane Menezes, 35, que trabalha como vendedora. Mais conhecidos como “mores”, o simpático casal conquistou a atenção de todos desde o primeiro desafio. Entre tapas e beijos, eles mostram criatividade na cozinha e não deixam de se posicionar. Falam tudo o que pensam, doa a quem doer!

### Alexandro e Marcia
Genro e Sogra
A prova viva de que a união entre genro e sogra pode dar certa trabalhando juntos! Sempre inspirados na família, a dupla mostra muita concentração e foco nos desafios, impressionando com suas diversas habilidades na cozinha. Márcia Correa, 60, é empresária e Alexandro Viotto, 38, é inspetor de qualidade.

### Aline e Nancy
Primas
Autodenominadas “apimentadas”, as primas chegaram à competição com um objetivo: vencer ou... vencer. Abertamente jogadoras, Aline Gualtieri, 29, dona de casa, e Nancy de Oliveira, 48, secretária executiva, não poupam esforços para tomar a liderança nos desafios e abalar o psicológico dos oponentes sempre que podem.

### André e Adelino
Amigos
Os carismáticos gaúchos conquistaram Buddy Valastro e seus adversários com humor irreverente e simpatia. Uma das duplas mais requisitadas em desafios em grupo, evitam conflitos e amenizam situações de grande tensão. Adelino Bilhalva, 33, é videomaker e apresenta o canal Guia de Sobrevivência Gastronômica e André Neto, 34, é músico na banda Lítera e apresenta o canal Cozinheiro Amador.

### Cleide e Nelra
Irmãs
As irmãs amazonenses chegaram tímidas na competição, mas não demorou para mostrarem sua gana de irem mais longe. Nelraneide Fouz, 40, é instrutora de de auto escola e Nelcicleide Fouz, 39, dona de casa. Elas não têm medo de encarar os outros competidores quando se acham injustiçadas, e seguindo sempre seus instintos, impõem seu tempero nortista na cozinha – o que lhes rende tanto aliados quanto inimigos na disputa.

### Jacque e Tulio
Irmãos
Com uma sintonia ímpar, os irmãos mineiros revelaram postura de líder desde o início. Jacqueline Rocha, 32, é atriz e Túlio Sander, 39, é técnico de telecomunicações. Com certo grau de teimosia, não deixam suas opiniões e princípios de lado em nenhum momento, e lutam até o fim por aquilo que acreditam ser o certo.

### Jakeline e Maria
Filha e Mãe
Desde o início, as caiçaras demonstravam forte personalidade e um jeito expansivo. Batalhadoras, não se deixam intimidar por ninguém, mas sabem obedecer a ordens e serem lideradas nas tarefas em grupos. Maria das Graças, 46, é cabeleireira e Jakeline Sozzi, 28, vendedora.

### Luciane e Jeanny
Comadres
As comadres, típicas “cariocas da gema”, estão sempre com alto astral. Animadas e debochadas, Jeanny Souza, 43, consultora imobiliária, e Luciane Batista, 48, headhunter, conquistam aliados e inimigos no jogo, roubando os holofotes sempre que podem. A irreverência deixa até mesmo Buddy sem palavras, mas a inegável competência consolida a vaga delas na cozinha.

### Nick e Fernanda
Irmãos
Apesar da pouca idade, os irmãos de origem japonesa impressionam com tanto talento. Fernanda Kikuda, 26, é assistente de exportação e Nick Kikuda, 18, estudante e surfista. Apesar da constante hiperatividade, trabalham de maneira ágil, rápida e sempre focados. Sem papas na língua, não deixam de se posicionar e aceitar novos desafios.

### Priscila e Juan
Amigos
A união inusitada entre uma brasileira e um argentino trouxe talento e criatividade para a cozinha de Buddy. Juan Manuel Dal Molin, 33, produtor, e Priscila Paula, 37, produtora de eventos, logo de cara revelaram personalidade expansiva e autoritária, por isso, nunca passam despercebidos em nenhum desafio. Líderes, atrapalhados e destemidos, os amigos se envolvem em diversas polêmicas.

### Roberta e Luís Eduardo
Amigos
Ousadia é a marca registrada de Luís Eduardo Lacerda, 45, analista de sistemas e Roberta Barreto, 45, fisioterapeuta. Os amigos se superam a cada desafio, sem medo de arriscar técnicas rebuscadas e sabores inusitados. A confiança da dupla se sobressai, o que incomoda os adversários, tornando-os verdadeiros vilões na disputa.

### Samia e Mariam
Amigas de Infância
Donas de personalidades opostas, as amigas muçulmanas não deixam de discutir ao menos uma vez em todos os desafios. As discordâncias, no entanto, não atrapalham a brilhante aptidão que ambas têm na cozinha, sendo uma das duplas que mais surpreende o paladar de Buddy e seus convidados. Samia Jarouche, 26, é dona de casa e Mariam Chami, 25, nutricionista.

### Thayná e Eduardo
Filha e Pai
Simpáticos e muito determinados, a dupla tem um comportamento focado e aplicado. Evitam conflitos e são liderados com facilidade, porém não deixam de dizer suas opiniões quando contrariados. Eduardo Antunes, 48 e Thayná Antunes, 28, são produtores de eventos.

## Batalhas iniciais
Informações sobre as batalhas do início da competição. Os vencedores das batalhas estão em negrito.
As 7 primeiras batalhas ocorreram no episódio 1, definindo 8 de 13 vagas, já as 6 batalhas finais ocorreram no episódio 2, definindo mais 5 vagas, totalizando as 13 vagas.
| Dupla 1                               |                                | Dupla 2 |
| Gabriel e Nancy Neto e Avó            | Nick e Fernanda Irmãos         |         |
| Cleide e Nelra Irmãs                  | Rodrigo e Mayara Irmãos        |         |
| Ana Maria e Gabriel Sogra e Genro     | Jacque e Túlio Irmãos          |         |
| Rosana e Bianca Mãe e Filha           | Aline e Nancy Primas           |         |
| Luciane e Jeanny Comadres             | Viviane e Tiago Noivos         |         |
| Priscila e Juan Amigos                | André e Adelino Amigos         |         |
| Thayná e Eduardo Filha e Pai          | Rosângela e Noeli Concunhadas  |         |
| Samia e Mariam Amigas de Infância     | Márcia e Ricardo Irmãos        |         |
| Barriviera e Pilon Amigos e Bombeiros | Roberta e Luís Eduardo Amigos  |         |
| Ronaldo e Kyara Casados               | Alessandro e Gercilane Casados |         |
| Cassiana e Nicole Tia e Sobrinha      | Vania e Renata Cunhadas        |         |
| Ana Paula e Marilene Irmãs            | Jakeline e Maria Filha e Mãe   |         |
| Alexandro e Márcia Genro e Sogra      | Luiz e Leonardo Pai e Filho    |         |

## Progresso
| 1º  | André e Adelino        | MD  | VDF | IM  | MD  | MDF | IM  |  | MDF | IM  | MD  | VDF | IM  | VDD | PDF | IM  |  |  |  |  |  |  |  |  |  |  |  |  |  |  |  |  |  |  |  |  |  |  |  |  |
| 2º  | Priscila e Juan        | BD  | VDF | IM  | MD  | MDF | IM  |  | MDF | IM  | MD  | PDF | IM  | MD  |     | IM  |  |  |  |  |  |  |  |  |  |  |  |  |  |  |  |  |  |  |  |  |  |  |  |  |
| 3º  | Alessandro e Gercilane | VDD | PDF | VDG | MD  | MDF | IM  |  | MDF | IM  | MD  | PDF | IM  | MD  |     | IM  |  |  |  |  |  |  |  |  |  |  |  |  |  |  |  |  |  |  |  |  |  |  |  |  |
| 4º  | Aline e Nancy          | MD  | MDF | IM  | MD  | MDF | IM  |  | MDF | IM  | MD  | PDF | IM  | MD  |     | IM  |  |  |  |  |  |  |  |  |  |  |  |  |  |  |  |  |  |  |  |  |  |  |  |  |
| 5º  | Luciane e Jeanny       | BD  | MDF | IM  | VDD | PDF | IM  |  | VDF | IM  | VDD | PDF | IM  | MD  |     | IM  |  |  |  |  |  |  |  |  |  |  |  |  |  |  |  |  |  |  |  |  |  |  |  |  |
| 6º  | Jacque e Túlio         | MD  | VDF | IM  | MD  | VDF | IM  |  | PDF | IM  | MD  | PDF | IM  | MD  |     | IM  |  |  |  |  |  |  |  |  |  |  |  |  |  |  |  |  |  |  |  |  |  |  |  |  |
| 7º  | Nick e Fernanda        | MD  | PDF | IM  | MD  | MDF | IM  |  | PDF | VDG | MD  | VDF | IM  | MD  | PDF | VDG |  |  |  |  |  |  |  |  |  |  |  |  |  |  |  |  |  |  |  |  |  |  |  |  |
| 8º  | Cleide e Nelra         | MD  | MDF | IM  | BD  | PDF | VDG |  | VDF | IM  | MD  | VDF | IM  | MD  |     | IM  |  |  |  |  |  |  |  |  |  |  |  |  |  |  |  |  |  |  |  |  |  |  |  |  |
| 9º  | Samia e Mariam         | MD  | MDF | IM  | BD  | VDF | IM  |  | PDF | IM  | MD  | PDF | VDG | MD  | PDF | EL  |  |  |  |  |  |  |  |  |  |  |  |  |  |  |  |  |  |  |  |  |  |  |  |  |
| 10º | Roberta e Luís Eduardo | MD  | PDF | IM  | MD  | MDF | IM  |  | VDF | IM  | MD  | PDF | EL  |     |     |     |  |  |  |  |  |  |  |  |  |  |  |  |  |  |  |  |  |  |  |  |  |  |  |  |
| 11º | Thayná e Eduardo       | MD  | MDF | IM  | MD  | VDF | IM  |  | PDF | EL  |     |     |     |     |     |     |  |  |  |  |  |  |  |  |  |  |  |  |  |  |  |  |  |  |  |  |  |  |  |  |
| 12º | Alexandro e Márcia     | MD  | MDF | IM  | BD  | PDF | EL  |  |     |     |     |     |     |     |     |     |  |  |  |  |  |  |  |  |  |  |  |  |  |  |  |  |  |  |  |  |  |  |  |  |
| 13º | Jakeline e Maria       | MD  | PDF | EL  |     |     |     |  |     |     |     |     |     |     |     |     |  |  |  |  |  |  |  |  |  |  |  |  |  |  |  |  |  |  |  |  |  |  |  |  |

Na tabela, cada coluna de episódio se divide em três colunas menores. A primeira coluna representa o Desafio em Dupla, a segunda representa o Desafio Família e a terceira coluna representa o Desafio da Geladeira.
Legenda
| (CAMPEÕES) Foram os campeões da competição                   | (FINALISTAS) Foram finalistas da competição          |
| (DE) Desistentes                                             | (VDD) Venceram o Desafio em Dupla                    |
| (BD) Baixo rendimento                                        | (MD) Médio rendimento                                |
| (VDF) Fez parte do grupo vencedor do Desafio Família         | (PDF) Fez parte do grupo perdedor do Desafio Família |
| (MDF) Fez parte de um dos grupos medianos no Desafio Família | (IM) Não participaram do Desafio da Geladeira        |
| (VDG) Venceram o Desafio da Geladeira                        | (EL) Eliminados (no Desafio da Geladeira)            |